# Oxypoda convergens
Oxypoda convergens är en skalbaggsart som beskrevs av Thomas Casey 1893. Oxypoda convergens ingår i släktet Oxypoda och familjen kortvingar. Inga underarter finns listade i Catalogue of Life.